# Eviatar Manor

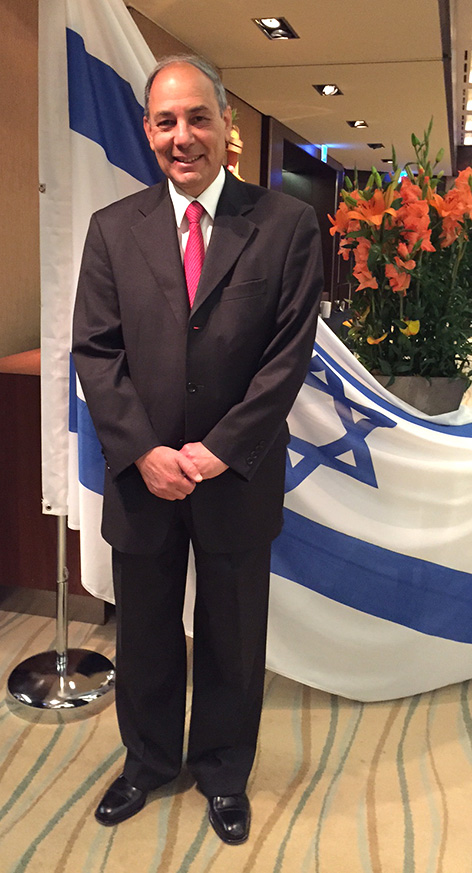
Eviatar Manor

Eviatar Manor, född 1949 i Tel Aviv, är en israelisk diplomat. Han var Israels ambassadör i Sverige mellan 2004 och 2008.
Manor gjorde militärtjänst inom artilleriet i Israels försvarsmakt (IDF) 1967-1970. Hans diplomatiska karriär inleddes 1973 då han först tjänstgjorde som kadett i två år och därefter som assistent vid dåvarande avdelningen för Europeiska gemenskapen (EG) vid Israels utrikesdepartement i Jerusalem. 1977-1982 tjänstgjorde han vid Israels ambassad i Stockholm som Förste sekreterare. Efter åren i Stockholm återgick han till en seniortjänst vid utrikesdepartements EG-avdelning och blev 1984 specialassistent till utrikesdepartements generaldirektör. 1985-1989 arbetade han vid Israels ambassad i London som talesman och chef för ambassadens pressavdelning. 
1989 blev han vice chef för Europeiska avdelningen vid Israels utrikesdepartement och därefter departementets officiella talesman och chef för pressavdelningen. 1993-1996 tjänstgjorde han som generalkonsul i Philadelphia, USA, och därefter som chef för Israels delegation vid FN:s andra kommitté vid den 51:a generalförsamlingen i New York. Han var därefter vice chef, och sedermera tillförordnad chef för Avdelningen för Mellanöstern och Fredsprocessen samt direktör för vice generaldirektörens stab. Den 2 september 2004 tillträdde han som Israels ambassadör i Sverige vid ambassaden i Stockholm.
Eviatar Manor är gift med Orly, professor i biostatistik vid Hebreiska universitetet i Jerusalem, med vilken han har två söner. Han talar hebreiska, engelska och svenska.